# بخش رید (شهرستان سنکا، اوهایو)
بخش رید (به انگلیسی: Reed Township) یک منطقهٔ مسکونی در ایالات متحده آمریکا است که در شهرستان سنکا، اوهایو واقع شده‌است.
 بخش رید ۹۹٫۷ کیلومتر مربع مساحت و ۸۴۸ نفر جمعیت دارد و ۲۷۴ متر بالاتر از سطح دریا واقع شده‌است.